# Every Witch Way
Every Witch Way es una serie de televisión estadounidense de fantasía, drama y comedia de Nickelodeon que se estrenó el 1 de enero de 2014. La serie es la versión estadounidense de la telenovela de Nickelodeon Latinoamérica Grachi. En marzo de 2014 fue renovada para una segunda temporada, en agosto de 2014 para una tercera temporada, que fue estrenada desde el 5 de enero de 2015 y en 26 de febrero de 2015 fue renovada para una cuarta temporada para estrenarse en 6 de julio de 2015 y el mismo día se anunció que la serie tendrá un spin off llamado WITS Academy que se tratará sobre los guardianes, que también se estrenó en 2015, luego siendo cancelada.
En Latinoamérica, la serie fue estrenada desde el 14 de julio de 2014 y terminó el 20 de noviembre de 2015 con un total de 4 temporadas y 86 episodios por Nickelodeon Latinoamérica.

## Sinopsis

### Temporada 1
Every Witch Way sigue las aventuras de Emma Alonso, una chica de 14 años quien acaba de mudarse a Miami, Florida, por lo cual, su vida se vuelve un poco más complicada. No solo ella descubre que es una bruja, sino que también se siente atraída por su vecino, Daniel Miller. Pero la exnovia de Daniel, Maddie, que es una bruja malvada y líder de la pandilla de la escuela, las Panteras, aún está dispuesta a luchar por el chico al que ama. Muchos problemas tendrán que pasar y muchas pruebas a superar para que Emma logre estar con Daniel.

### Temporada 2
Ya que Emma es "la elegida " ahora deberá ser responsable con sus poderes. Jax, un hechicero rebelde de Sídney, se muda a Miami, y va a la secundaria Iridium, y empieza a causar problemas. Daniel rompe con Emma. Emma con ayuda de Jax crea a su clon malvada, E, pero esta arruina su vida y tendrá que deshacerse de ella.

### Temporada 3
El verano está a punto de terminar y los chicos disfrutan de su tiempo libre en el Beachside 7. Mía, una kanay como Diego, llega a Miami con la intención de destruir a las brujas porque por culpa de una de ellas, perdió a sus padres. Emma tendrá que lidiar con problemas y escoger con quién quiere estar, Jax o Daniel.

### Temporada 4
Cuando Emma eligió a Jax, produjo una rotura del tiempo donde Daniel fue expulsado a una vida alterna borrando todos sus recuerdos y por esto, sus amigos tampoco recuerdan quién es Daniel, excepto Emma. La familia de Jax viene a Miami.

## Personajes

### Personajes principales
| Actor           | Personaje                 | Tipo       | Temporada    | Temporada    | Temporada    | Temporada    |
| Actor           | Personaje                 | Tipo       | 1ª           | 2ª           | 3ª           | 4ª           |
| --------------- | ------------------------- | ---------- | ------------ | ------------ | ------------ | ------------ |
| Paola Andino.   | Emma Alonso               | Bruja      | Protagonista | Protagonista | Protagonista | Protagonista |
| Paola Andino.   | E (Clon Malvado)          | Clon/Bruja |              | Principal    |              | Principal    |
| Nick Merico     | Daniel Miller             | Mortal     | Principal    | Principal    | Principal    | Principal    |
| Paris Smith     | Madelyn "Maddie" Van Pelt | Bruja      | Principal    | Principal    | Principal    | Principal    |
| Daniela Nieves  | Andi Cruz                 | Guardiana  | Principal    | Principal    | Principal    | Principal    |
| Tyler Álvarez   | Diego Rueda               | Kanay      | Principal    | Principal    | Principal    | Principal    |
| Denisea Wilson  | Katie Rice                | Mortal     | Principal    | Principal    | Principal    | Principal    |
| Autumm Wendel   | Sophie Johnson            | Mortal     | Principal    | Principal    | Principal    | Principal    |
| Zoey Burger     | Gigi Rueda                | Mortal     | Principal    | Principal    | Principal    | Principal    |
| Rahart Adams    | Jax Novoa                 | Hechicero  |              | Principal    | Principal    | Principal    |
| Elizabeth Elias | Mia Black                 | Kanay      |              |              | Principal    | Secundaria   |

### Personajes recurrentes
- Kendall Sanders como Tony Myers (temporada 1).[5]
- Mavrick Moreno como Mac Davis (temporada 1)[5]
- Jason Drucker como Tommy Miller. (temporada 1-4)
- Jackie Frazer como Melanie Miller. (temporada 1-3)
- Louis Tomeo como Robby Miller. (temporada 1-4)
- Katie Barberi como Úrsula Van Pelt. (temporada 1-4)
- René Lavan como Francisco Alonso. (temporada 1-4)
- Michele Verdi como Directora Torres (temporada 1/4)
- Rafael de la Fuente como Julio (temporada 1)
- Melissa Carcache como Lily. Ï(temporada 1-4)
- Whitney Goin como Christine Miller. (temporada 1-4)
- Jimmie Bernal como Rick Miller (temporada 1-2)
- José Odaman como David Sanz (temporada 4)
- Isaac Hollingsworth como Mike.
- Mia Matthews como Desdemona. (temporada 2-4)
- Todd Allen Durkin como Agamennon. (temporada 2-4)
- Lisa Corraro como Ramona (temporada 2)
- Ethan Estrada como Oscar (temporada 3)
- Nicolás James como Héctor (temporada 3)
- Richard Lawrence O'Bryan como Jake Novoa, padre de Jax y Jessie (temporada 4).
- Julia Antonelli como Jessie Novoa, la hermana menor de Jax (temporada 4).
- Betty Monroe como Liana Woods, madre de Jax y Jessie. (temporada 4)
- Christian Harb como Boo el niño lagarto

## Episodios
| Temporada | Temporada | Episodios | Episodios | Estreno original        | Estreno original        | Estreno en Latinoamérica | Estreno en Latinoamérica |
| Temporada | Temporada | Episodios | Episodios | Estreno                 | Final                   | Estreno                  | Final                    |
| --------- | --------- | --------- | --------- | ----------------------- | ----------------------- | ------------------------ | ------------------------ |
|           | 1         | 21        | 21        | 1 de enero de 2014      | 30 de enero de 2014     | 14 de julio de 2014      | 14 de agosto de 2014     |
|           | 2         | 25        | 25        | 7 de julio de 2014      | 8 de agosto de 2014     | 10 de noviembre de 2014  | 11 de diciembre de 2014  |
|           | Especial  | Especial  | Especial  | 26 de noviembre de 2014 | 26 de noviembre de 2014 | 3 de agosto de 2015      | 3 de agosto de 2015      |
|           | 3         | 20        | 20        | 5 de enero de 2015      | 30 de enero de 2015     | 11 de mayo de 2015       | 5 de junio de 2015       |
|           | 4         | 20        | 20        | 6 de julio de 2015      | 30 de julio de 2015     | 26 de octubre de 2015    | 20 de noviembre de 2015  |

## Producción
Nickelodeon nunca ha recibido producciones basadas en otras series internacionales, con excepción de que una producción internacional sea bastante popular, tal es el caso de House of Anubis, hecha en el 2010 y estrenada en el año 2011, basada en la exitosa serie de Holanda, Het Huis Anubis. Ahora, fue el caso de Every Witch Way, que está basada en la serie Grachi, que rápidamente ganó popularidad en la región además de Italia, Brasil y Francia. La producción de esta serie inició en mayo de 2013. Durante los 4 meses de grabación, algunos del reparto de Grachi, acudieron para ayudar a los nuevos personajes en Every Witch Way. La historia de la serie se basa en las tres temporadas de Grachi, principalmente en la primera y segunda. El show fue grabado en los Estudios Cinemat, en donde fue grabada la historia original de Grachi. La historia fue escrita por la creadora del show original Mariela Romero.

## Lanzamientos en DVD
| Temporada | Fechas de lanzamiento | Fechas de lanzamiento | Fechas de lanzamiento |
| Temporada | Region 1              | Region 2              | Region 4              |
| --------- | --------------------- | --------------------- | --------------------- |
| 1         | 13 de junio de 2014.  | -                     | -                     |
| 2         | 7 de enero de 2015.   | -                     | -                     |

## Doblaje
| Personaje       | Actor          | Doblaje              |
| --------------- | -------------- | -------------------- |
| Emma Alonso     | Paola Andino   | Jessica Ángeles      |
| Daniel Miller   | Nick Merico    | Luis Leonardo Suárez |
| Maddie Van Pelt | Paris Smith    | Carla Castañeda      |
| Andi Cruz       | Daniela Nieves | Mariana Ortiz        |
| Diego Rueda     | Tyler Álvarez  | Ferso Velázquez      |
| Sophie Johnson  | Autumn Wendel  | Susana Moreno        |
| Katie Rice      | Denisea Wilson | Karen Vallejo        |
| Jax Novoa       | Rahart Adams   | Irwin Daayán         |

## Recepción
El estreno del primer episodio atrajo a un total de 2.1 millones de espectadores. El segundo episodio atrajo a un total de 2.9 millones de espectadores, dando un gran incremento de audiencia, en base al primer episodio.

## Premios y nominaciones
| Año  | Premio                        | Categoría                                         | Candidato       | Resultado |
| ---- | ----------------------------- | ------------------------------------------------- | --------------- | --------- |
| 2014 | Imagen Awards                 | Mejor programa para niños                         | Every Witch Way | Nominado  |
| 2014 | Imagen Awards                 | Mejor joven actriz de televisión                  | Paola Andino    | Nominada  |
| 2014 | Kids' Choice Awards Argentina | Programa internacional Favorito                   | Every Witch Way | Ganador   |
| 2015 | Young Artist Awards           | Mejor Actuación en una serie de TV - Actriz Joven | Paris Smith     | Ganador   |
| 2015 | Kids' Choice Awards           | Mejor Show de TV para Niños                       | Every Witch Way | Nominado  |
| 2015 | Kids' Choice Awards México    | Programa o Serie Internacional Favorito           | Every Witch Way | Nominado  |
| 2015 | Kids' Choice Awards Colombia  | Programa o Serie Internacional Favorito           | Every Witch Way | Nominado  |
| 2015 | Kids' Choice Awards Argentina | Programa o Serie Internacional Favorito           | Every Witch Way | Nominado  |
| 2015 | Reggie Awards                 | Campaña de Entretenimiento                        | Every Witch Way | Nominado  |